# Mechanische onkruidbestrijding

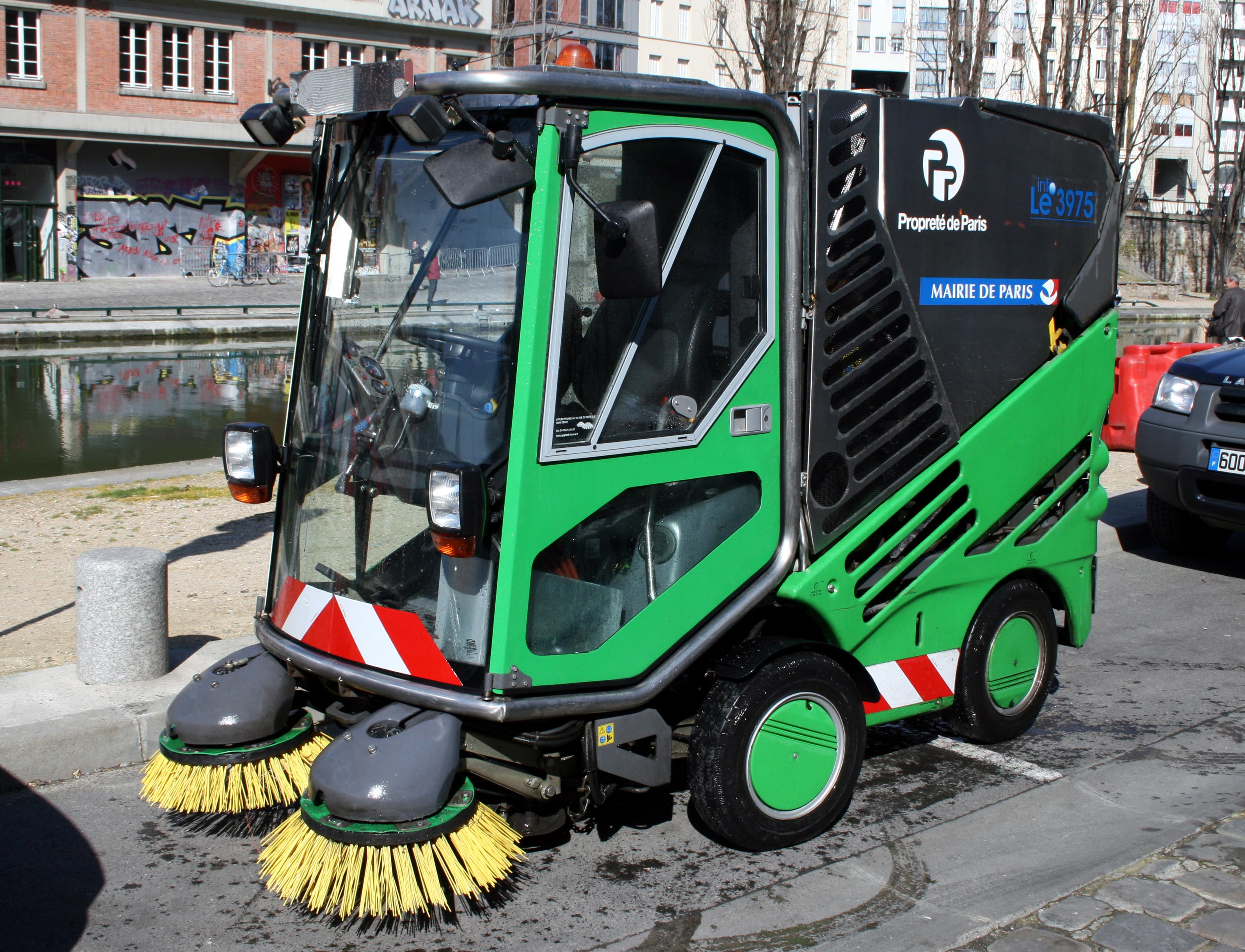
Borstelmachine in Parijs

 Mechanische onkruidbestrijding is het met behulp van werktuigen, machines of gereedschappen verwijderen van ongewenste kruiden. Mechanische bestrijding is minder belastend voor het milieu dan bestrijding met herbiciden, chemische onkruidbestrijdingsmiddelen.
De eenvoudigste manier van onkruidbestrijding is wieden, het handmatig wegplukken van ongewenste planten.

## Hulpmiddelen

### Gereedschappen
Handgereedschappen voor onkruidbestrijding zijn:
- Schoffel, een naar voren gerichte ijzeren schijf aan een lange steel. De onkruiden worden afgesneden van de wortel.
- Hak, een naar achteren gerichte schoffel. Men maakt een hakkende beweging, meer geschikt voor zware gronden of tussen 'hakvruchten' (bieten, groenten).
- Schrepel, kleine hak met korte steel voor handgebruik.
- Cultivator, gereedschap met kromme tanden om tussen de gewassen te 'krabben'.

### Werktuigen
- Schoffelgarnituur, een werktuig met meerdere schoffels, wordt achter de tractor gehangen. Te gebruiken in op rijen gezaaide gewassen zoals bieten of maïs.
- Cultivator, een werktuig met meerdere grote kromme tanden, wordt achter de tractor gehangen. Geschikt voor lichte gronden.

### Machines
- Borstelmachines, machines voorzien van metalen of nylon borstels. Gemeenten en groenvoorzieners gebruiken ze veel om verhardingen schoon te borstelen van onkruiden. Ze zijn niet geschikt voor zware onkruidbegroeiing. Soms hangen borstelmachines als werktuig aan een tractor, soms zijn ze zelfrijdend.
- Onkruidbranders, machines die met hulp van hete lucht of vlammen onkruid op verhardingen wegbranden. Ze worden vooral gebruikt waar borstelen niet toereikend is.